# Comuna Andriivka, raionul Mîkolaiiv, regiunea Mîkolaiiv
Andriivka (în ucraineană Андріївка) este o comună în raionul Mîkolaiiv, regiunea Mîkolaiiv, Ucraina, formată din satele Andriivka (reședința), Iasna Poleana, Novoandriivka și Suha Balka.

## Demografie
Componența lingvistică a comunei Andriivka
     Ucraineană (89,31%)
     Rusă (9,52%)
     Alte limbi (0,58%)
Conform recensământului din 2001, majoritatea populației comunei Andriivka era vorbitoare de ucraineană (89,31%), existând în minoritate și vorbitori de rusă (9,52%).